# Pelister
El pico Pelister es el más alto del monte Baba, que queda sobre la ciudad de Bitola en Macedonia del Norte. El Pelister alcanza 2.601 m s. n. m. El monte Baba es la tercera montaña de Macedonia del Norte, después del Korab y el Šar.  Otros picos del Baba aparte del Pelister son Dva Groba (2.514 m), Veternica (2.420 m), Muza (2.350 m), Rzana (2.334 m), Shiroka (2.218 m), Kozji Kamen (2.199 m), Griva (2.198 m), Golema Chuka (2.188 m), Skrkovo (2.140 m), Babin Zab (1.850 m) y muchos más. El macizo de Baba divide los ríos de la región, de manera que o bien fluyen hacia el mar Adriático o van hacia el mar Egeo.
El parque nacional de Pelister se estableció en 1948. Se trata de uno de los más antiguos y del segundo más grandes de Macedonia del Norte, tras el de Mavrovo. Está lleno de flora y fauna exquisitas. Entre la vegetación destaca el "pino molica de cinco agujas" (Pinus peuce), una especie única de edad terciaria que sólo está presente en unas pocas montañas de la península balcánica. La belleza del paisaje es realzada por la fauna diversificada: osos, corzos, lobos, gamuzas, ciervos, jabalíes salvajes, conejos, varias especies de águilas, perdices, grajillas y la trucha pelagonia macedónica.
Pelister es el más antiguo y el segundo por tamaño de los parques nacionales de Macedonia del Norte después de Mavrovo. Es una de las regiones turísticas más destacadas del país, puesto que es un centro de esquí bien conocido, junto con Ohrid, Prespa, Dojran, Popova Shapka y Krushevo.

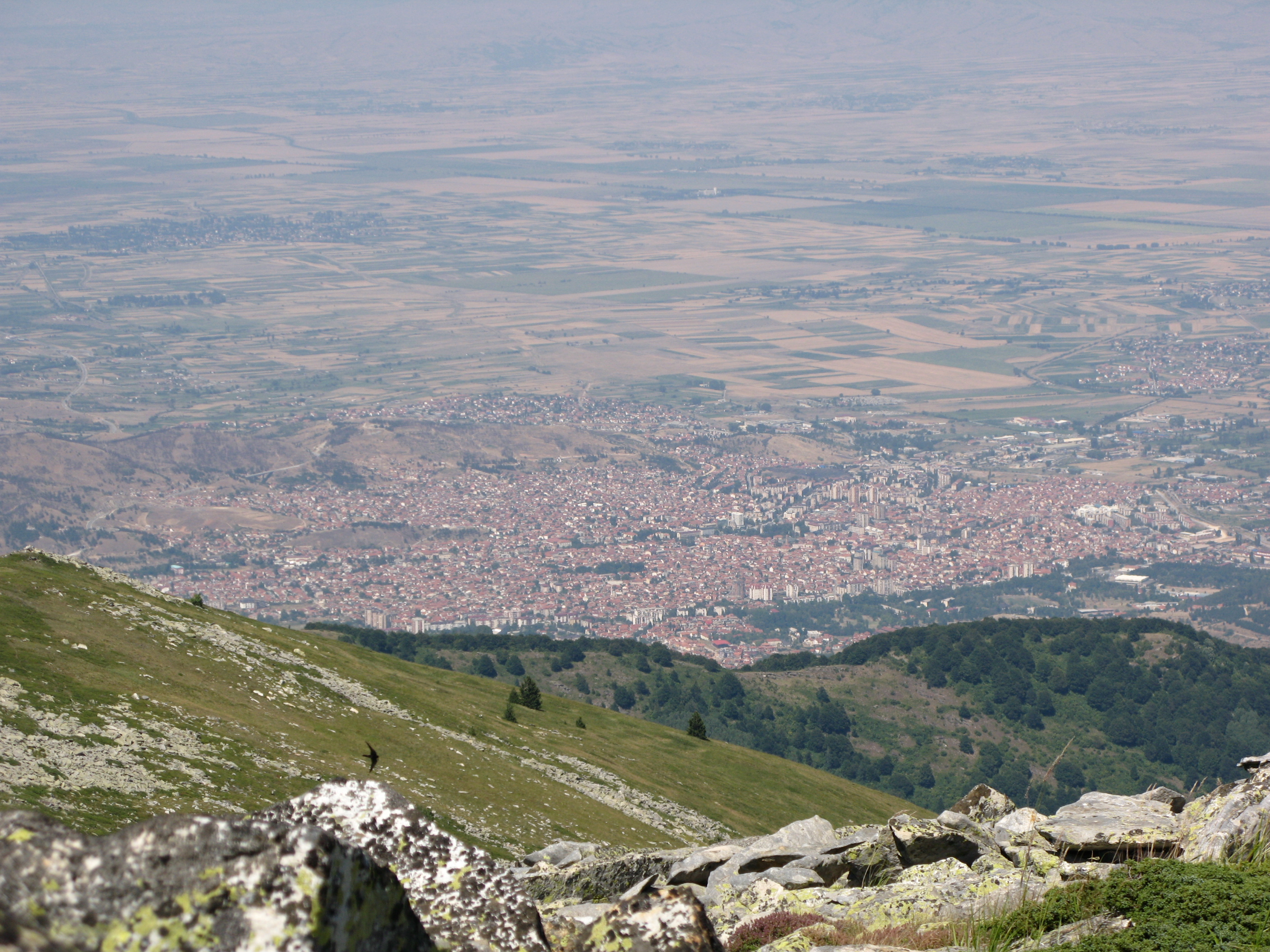
Bitola desde Pelister.

Desde Pelister se puede ver el valle de Pelagonia, el lago Prespa, las montañas Nidzhe, Galichica, Jakupica y la ciudad de Bitola. Pelister es una de las más meridionales montañas en los Balcanes que tiene un carácter alpino. 
También se conoce al Pelister por sus dos lagos de montaña, que se llaman los "ojos de Pelister". El lago Grande es de 2.218 m s. n. m. mientras que el lago Pequeño llega a 2.180 metros de alto. Aquí están las fuentes de muchos ríos. El clima en el parque nacional de Pelister es diverso.
En los picos hay nieve incluso en julio y en algunos lugares la nieve nueva se encuentra con la antigua de años anteriores. En la montaña Pelister, hay una torre de telecomunicaciones usando un mástil de acero como antena.
- Datos: Q2008252
- Multimedia: Pelister / Q2008252